# Auxilia
Auxilia a Római Birodalomban minden, a provinciákban állomásozó katonai csapat összefoglaló neve, a legiokat kivéve, függetlenül attól, hogy római polgárokból vagy peregrinusokból sorozták őket, hisz attól fogva, hogy Caracalla a birodalom minden polgárának polgárjogot adományozott, néhány zsoldba fogadott barbár csapat kivételével az auxilia is polgárokból állt.

## Csapatok
Az auxilia elnevezés következő csapatokat takarta:

### Vexilla veteranorum
Olyan kiszolgált, és az eskü alól feloldott (exauctorarii) katonák, akikről még nem gondoskodtak, vagyis még nem kapták meg a praemia militiae-t, s az ezzel együtt járó honesta missiót. Mindaddig mintegy rendelkezési állományban, vexillum alatt tartották, s így különlegesen vexillariinek is nevezték őket. A legutóbbi elnevezés sok félreértésre adott okot, a vexillarius szónak van ugyanis egy általánosabb jelentése: jelent minden, meg nem határozott nagyságú, valamely meghatározott feladatra kiküldött különítményt, amely erre az időre önálló parancsnokot és vexillumot kap. Ilyen vexillatiójukban a legioknak és az auxilianak egyaránt, nemegyszer több csapattest különítményeivel is találkozhatunk valamelyik nagyobb hadi feladat végrehajtása során.
A vexillatiok száma a legváltozatosabb lehetett, ennek megfelelő volt a parancsnokuk címe és rangja is. Rendesen praepositus, praefectus címe, rangja pedig a centurióénak felelt meg. Előfordult az is, hogy tribunus vagy legatus legionis rangú személy állt az élén, ekkor nemegyszer dux volt a címük. A 3. század vége után a vexillatio jelentése megváltozott, lovasosztályt jelentett.

### Cohortes Italicae civium Romanorum voluntariorum
Röviden: cohortes civium Romanorum. Ide tartoztak még a cohortes voluntariorum, a cohortes voluntariorum civium Romanorum, a cohortes ingenuorum, a cohortes ingenuorum civium Romanorum, ala civium Romanorum nevű csapattestek is.
Mindezek csak a császárkorban voltak meg, Vespasianus ugyanis a legiók részére már nem sorozott Itáliából, hanem csak a tartományokból, az itáliaiak azóta tehát csak a római helyőrségben szolgálhattak. A polgárháborúk alatt és után azonban Itáliában a szegényebb nép közt kialakult egy réteg, amelynek létfenntartása a katonáskodás volt, ezek tehát, mivel a legiókba nem léphettek, beléptek az auxiliába, ahol a szolgálat is könnyebb volt. A címükben megvan az eredeti alakulás emléke, ám a többi auxiliától semmi másban nem térnek el.
Lovascsapatot egyetlenegyet ismerünk ilyet: ala I. civium Romanorum.

### Numeri
Az Augustus által teremtett auxiliának lényeges jellemvonása az egységes szervezete volt: a lovasság alákból állt, a gyalogság cohorsokból, tekintet nélkül az egyes nemzetiségi sajátságokra. A törekvés, amely egyes nemzeti sajátosságokkal kivételt tett, ezzel szemben állt, amikor azok részére úgynevezett numerust szervezett. A szó ez esetben speciális értelemben veendő: olyan csapattestet értünk alatta, amely nem legiobeli (tehát nem vexillatio), nem cohors és nem ala, hanem állandó alakulat, állandó parancsnok alatt.
Alakításuk oka a következőképp magyarázható: ahol a római haderő kötelékébe való felvétel előfeltételei teljesen hiányoztak (például a Britannia északi részét lakó barbár népeknél, Hispania északkeleti részében, Daciában és a kelet némely népeinél), a meghódolt népek a 2. század eleje óta nemzetiségi alapon kialakult csapatokat állítottak ki. Egyfelől az a körülmény, hogy idővel a fent említett népekre is hatással volt a római kultúra, másfelől Hadrianusnak az az újítása, hogy az auxilia aláit és cohorsait nehézfegyverzetű katonasággá teszi, arra vezetett, hogy ezek a nemzetiségi alapon szervezett csapatok is bekerültek a római haderő szervezetébe, mint könnyűfegyverzetű csapatok. Hadrianustól mint a tartományi haderő harmadik szerves része szerepeltek – bár nem minden provinciában voltak –, és rangra olyanok voltak az auxilaria cohorsok és alák mellett, mint utóbbiak a legiok mellett. Éppúgy lehettek gyalogos és lovas csapatok, esetleg vegyesek. Ide számítanak tehát az ilyen csapatok is, mint: pedites singulares Britannici, vexillatio equitum Illyricum vagy vexillatio equitum Maurorum. A 3. században a cuneus fordul elő ilyen vonatkozásban, a táborleírásban nationes néven szerepelnek az e kategóriába tartozó csapatok.
Belső szervezetükről szinte semmit sem tudunk. A numerus parancsnokának címe: praepositus, nagyon kivételes a praefectus, vagy épp a tribunus. A csapatok nevében a nemzetiség mellett az állandó táborhelyet is megjelölték, például: numerus equitum sarmatarum Bremetenniacensium Gordianus.
A Nagy Konstantin utáni korban már a szó általános jelentése került előtérbe, amennyiben minden csapattest – a legio is – lehetett numerus, mint egy sajátos csapatnem neve tehát kiment a használatból.

### Exploratores
Felderítő szolgálatot teljesítő csapat neve volt, a hasonló hivatású egyént speculatornak nevezték. Eleinte nem önálló csapatok végezték e munkát, hanem különítmények, csak a 2. század vége óta voltak önálló csapatok mint explorationes, numeri kategóriában. Gyalogosok és lovasok egyaránt voltak köztük. Elnevezésük módja megegyezik a numerinél már leírttal. Britanniában, Galliában, Germaniában, a dunai tartományokban és Africában maradtak fenn emlékeik.

### Cunei
Feliratos emlékeken Britanniában találjuk először, Alexander Severus idejéből. Egyes kutatók szerint a 3. században éppúgy a numeri közé sorolandók, mint a vexillatiók a 2. században.

### Alae et cohortes auxiliare
Ez alkotta az auxilia túlnyomó részét. A haderő lovasságát csaknem teljesen ezek alkották, s azon kívül is számos gyalogost szolgáltattak a római hadsereg számára. Teljes számukat nem tudjuk felbecsülni. A legionál könnyebb fegyverzetű gyalogság volt, ezért az írók leves cohortesnek is nevezik őket.
A gyalogság cohorsokból állt, amelyek vagy cohortes millariae, 1000 emberrel, 10 centuriába osztva, vagy cohortes quingenariae, 500 ember 6 centuriában. A cohorsok lehettek kizárólag gyalogosokból állók, ekkor a nevük cohors peditata vagy egyszerűen cohors volt, de lehetett bennük lovasság is, ekkor nevük cohors equitata volt. A cohors equitata quingenaria 120 lovasa 6 turmára oszlott 20-20 lovassal, a cohors equitata miliaria 240 lovasa 10 turmára 24–24 lovassal. A gyalogosok száma az elsőnél 360-380, az utóbbinál 760, az elsőnél egy centuria 60-63, a másodiknál 76 emberből állt. A centuria parancsnoka: centurio, a turmáé: decurio.
A lovasság alákból állt. Ezek is quingenariae vagy milliariae. Az elsőben 480 lovas 16 turmára oszlott, a másodikban 960 lovas 24 turmára.
Az ala parancsnoka éppúgy praefectus, mint a cohors quingenariáé, de annál valamivel magasabb rangú, körülbelül olyan magas rangú, mint a tribunus militum legionis. A cohortes milliariae parancsnokai szintén ilyen rangúak voltak, s a címük is tribunus. Megtörtént, hogy a cohors quingenaria parancsnoka is tribunus volt, de ez ritka eset, az illető személyes külön kitüntetése, amit mindig ki is emelnek. Az, hogy egy cohors parancsnoka praefectus, a legnagyobb ritkaság, csupán a cohortes I. és II. Tungrorum parancsnokai mindig praefectusok.
A cohors quingenaria parancsnokok közt kivételesen van praepositus is, ez nem más, mint megbízott öreg legionarius centurio. A curator pro praefecto és a subpraefectus a parancsnok helyettesei. A 3. század közepétől kezdve minden cohors parancsnoka tribunus rangú volt.
Az auxiliarius aláknak és cohorsoknak a neve a következőkből állt össze:
1. a fegyvernem (ala, cohors) megjelölése, utána sorszámmal
2. a csapat nemzetisége
3. a miliariáknál ennek jelzése
4. néha a csapattest megalapítójának (császár, tartományi helytartó) nevéből alakított melléknév
5. érdemekért kapott melléknév (Augusta, pia fidelis, vitrix stb.)
6. annak az országnak a nevéből alakított melléknév, ahol a csapat kitüntette magát.

Caracalla uralkodása után a legiok mintájára ezek is felvették a mindenkori uralkodónak a nevét.

## Az ismert alák és cohorsok

### Alae
Ala Afrorum, Domitianus korában Germania Inferiorban volt, s a császár halála után is hosszabb időn át ott állomásozott. Egy különítménye a 2. század derekán harcolt Mauretániában is.
Ala II. Ulpia Afrorum, csak az 5. század elején említik Egyiptomban, de neve arra utal, hogy Traianus alapította.
Ala II. Flavia Agrippiana, e teljes nevén mindössze egyszer fordul elő, Antoninus Pius korában. Az 1. században a Rajna mellett volt, egy ideig Gallia Narbonensisben, majd Traianus után keleten állomásozott. Hogy az Agrippina nevet ki után kapta, nem tudjuk.
Ala Allactica, egy töredékes feliraton maradt fenn a neve, a csapat a kappadókiai sereg tagjaként szerepel rajta.
Ala Antoniniana, egyetlenegyszer szerepel egy Antoninus Pius korabeli cursus honorumban.
Ala Apriana, melléknevét nem tudjuk, ki után kapta. 83-ban említi egy diploma militare először, az 5. század elején még megvolt. Fennállása elejétől Egyiptomban állomásozott.
Ala I. Hispanorum Arvacorum, a Hispani Arvaci vagy Aravaci közül sorozták először. Pannoniában állomásozott, ahol az 1. század utolsó negyedétől fogva az egész 2. század folyamán említik a katonai diplomák.
Ala II. Hispanorum et Arvacorum, eredete megegyezik az előzőével. Ezen a teljes nevén mindössze egyszer fordul elő, máskor a Hispanorum nélkül említik. Az 1. század nyolcvanas éveiben valószínűleg Teutoburgium volt a székhelye Pannoniában, ahonnan később (már az 1. század végén) Moesia Inferiorba került, ahol legalább a 2. század végéig állomásozott.
Ala I. Hispanorum Asturum, a 2. század második negyedében Britanniában említik, Condercumban. Itt volt még az 5. század elején is.
Ala I. Asturum, az 1. század utolsó éveiben Moesiában említik először. Részt vállalt a dákok elleni hadjáratból, ami után egészen 200-ig Hévízen állomásozott.
Ala II. Asturum, Britanniában, Cilurnumban állomásozott. Említései: 221, illetve az 5. század eleje.
Ala III. Asturum, egyetlenegyszer fordul elő egy olyan feliratos emléken, amelynek a korár nem tudjuk. Valószínűleg keleten állomásozott.
Ala Atectorigiana vagy Atectorum, Atectorix kelta név után. Augustus korában Galliában, a 2.-3. században Moesia Inferiorban állomásozott.
Ala Augusta, 83-ban, Egyiptomban említik először, feltehetőleg azonos azzal, amelyiket Szíriai állomásozása alatt a Syriaca melléknéven is említenek. Egy másik ala Augusta állomásozott Daciában is, amely feltehetőleg Moesiában is volt, s akkor Moesiaca is egyik mellékneve, amelyhez később torquata melléknév is járult; utóbbit talán a daciai hadjáratok alatt kapta. Ugyancsak van egy ala Augusta a 3. században Noricumban is. Van egy ala I. Augustanak is emléke Augsburgból, de hogy ez az előzővel azonos-e, nem tudjuk.
Ala Augusta ob virtutem appellata, Britanniában állomásozott a 2. század utolsó negyedében és a 3. század első felében. Azt, hogy e megtisztelő név elnyerése előtt hogy hívták, nem tudjuk.
Ala II. Ulpia Auriana, Traianus alapította s Kappadókiában helyezte el, Dascusában.
Ala Batavorum, az 1. század harmadik negyedében Germaniában volt, azután nem említik. Elképzelhető, hogy Vespasianus feloszlatta.
Ala I. Batavorum miliaria, a 2. században Daciában állomásozott, éspedig a század derekán Székelyföldvárnál, amint ezt az előkerült téglabélyegek is mutatják. Több daciai feliratos emlék is említi.
Ala I. Bosporanorum, az 1. században az Eufrátesz mellett táborozott. A 2. században Daciában volt, mert itt is előkerültek emlékei. Egy ideig Vecelen volt, innen ment Maroskeresztúrra, ahol bélyeges téglái kerültek elő.
Ala I. Flavia Augusta Britannica miliaria civum Romanorum bis torquata ob virtutem, feltehetőleg állomáshelye miatt volt Britannica, de nem lehetetlen, hogy ez annyit jelent, mint Britannorum. A Flavia nevet nem alapítójától kapta, mert már korábban is említik. Egy ideig Vindobonában állomásozott, egy katonai diploma 114-ből csakugyan Pannonia Superior csapatai közt említi, ahol egyébként valamivel korábbról is került elő emléke. Ekkor a csapat már a keleti harctéren volt missa in expeditionem; itt kapta a torquata melléknevet, amellyel Pannonia Inferiorba tért vissza, ahol az állomáshelye Tolna körül lehetett.
Ala I. Hispanorum Campagonum, a 2. század ötvenes éveiből két katonai diplomán és Miciából származó feliratos emléken szerepel, utóbbiak a 2. század végéről és a 3. század első feléből valók. Úgy tűnik, hogy ezt megelőzően Dacia más részein állomásozhatott.
Ala I. Cannenefatium civium Romanorum, Tacitus közlése szerint 28-ban Germania Inferiorban volt, feltehetőleg Traianus helyezte át Pannonia Superiorba, ahol a 2. század harmincas, ötvenes éveiben volt, feltehetőleg Gerulatában. A civum Romanorum címet nem tudjuk, mikor kapta.
Ala nova firma miliaria catafractaria, keleti népekből Alexander Severus alapította 23-ban és Germaniába küldte. Itt csak pár évig harcolt, utána Arabia provinciába helyezték át.
Ala celerum, egyetlen felirat említi Virunumból, melynek kora meghatározhatatlan.
Ala I. civium Romanorum, az 1. század nyolcvanas éveiben Pannoniában van, de 110-ben már Daciában említik. Innen később Pannonia Inferiorba került, feltehetőlet Teuroburgium volt a táborhelye.
Ala Classiana civium Romanorum, melléknevének eredete nem magyarázható meg, mert az, hogy valamelyik hajóhad legénységéből sorozták volna, valószínűtlen. Az 1. század derekán egyes ókori források szerint a Rajna mellett állt, de ez nem bizonyos.
Ala Claudia nova, az 1. században előbb Dalmatia provinciában, majd a hetvenes évek eleje óta Germania Superiorban. Már a nyolcvanas évek elején Moesiában találjuk. További sorsa ismeretlen, talán azonos az Ala Claudia Gallorum nevűvel.
Ala I. Augusta Gemina colonorum, Hadrianus zsidó háborújában vett részt, 135-ben Kappadókiában harcolt, s még az 5. század lején is keleten volt.
Ala Commagenorum, 83-ban Egyiptomban volt. Kérdés, hogy azonos-e azzal az ala I. Commagenorummal, amelynek emléke Celeából (Dacia) ismeretes, a 2. századból. Noricumból is van egy ilyen nevű csapatnak emléke.
Ala I. Ulpia contariorum civium Romanorum, Traianus alapította, s Arrabonát (Győr) jelölte ki állomásául. Egy különítménye valószínűleg tartózkodott Mauretániában is.
Ala I. Ulpia Dacorum, Traianus szervezte és küldte Kappadókiába. Az 5. század elején Armenia provinciában volt.
Ala I. Vespasiana Dardanorum, Vespasianus alapította, s mindig Moesia Inferiorban állomásozott, Arrubiumban. A 3. század elején még megvolt.
Ala Valeria Drumedariorum, arábiai eredetű tevés csapat, az 5. században Egyiptomban állomásozott.
Ala Fida Vindex, egyetlen, meghatározhatatlan korú emléken fordul elő Germania Inferiorból. Hogy azonos-e az ala I. Flavia Fida nevűvel, nem dönthető el.
Ala I. és II. Flavia gemina, feltehetőleg Vespasianus alapította őket régebbi alae maradványaiból. Az ala I. megszakítás nélkül Germania Superiorban állomásozott, ahol a 2. században is találjuk. Az ala II. szintén ott állomásozott, de az első század vége utántól semmit sem tudunk róla.
Ala II. Flavia pia felix miliaria, az 1. század végén Rhaetiában volt, Antoninus Pius korában áthelyezték Noricumba. Talán azonos az előbbivel. Ha ez igaz, akkor a pia felix nevet még Germaniában kapta 88-ban, Antonius Saturninus lázadása alkalmával.
Ala Flavia, van egy Numidiában a 3. században, ezt megelőzően talán Hispaniában állomásozott.
Ala Gaetulorum veterana, Vespasianus zsidó hadjáratában vett részt, amely befejezése után végleg Judeában maradt.
Ala I. Flavia Gaetulorum, az előbbinél későbbi alapítású, 99-ben Moesia Inferiorban állomásozott, majd – a daciai hadjáratok után – Pannonia Inferiorba került. Némely források szerint a 3. század derekán keleten is volt, de ez nem bizonyítható.
Ala Gallorum Flaviana, mindössze annyit tudunk róla, hogy 99 és 105 között Moesia Inferiorban állomásozott.
Ala Gallorum Indiana pia felix, Julius Indus galliai törzsfőnökről kapta a nevét, aki a római sereghez pártolt vele 21-ben. Egy ideig Germania Inferiorban volt, de a század végén már Britanniában, a 2. század óta pedig Germania Superiorban állomásozik. Pia felix melléknevét talán a batavi elleni háborúban szerezte.
Ala Augusta Gallorum Petriana bis torquata miliaria civum Romanorum, felteszik, hogy Tiberius kortársa, Titus Pomponius Petra után nevezték Petriananak. Az első században előbb Germania Superiorban, majd Vespasianus után Britanniában állomásozott, Hadrianus fala mentén több helyütt is került elő emléke. Az 5. század elején még itt volt.
Ala Augusta Gallorum Proculeiana, a 2. század derekán Britanniában volt, ennél többet nem tudunk róla.
Ala veterana Gallorum vagy Gallica, a 2. század utolsó évében Alexandriában állomásozott, az 5. század elején is Egyiptomban volt.
Ala I. Claudia Gallorum, 105-ben Moesia Inferiorban említi egy elbocsátó levél. A 4. században még megvolt, de nem tudjuk hol. Mindössze két említését ismerjük.
Ala I. Flavia Gallorum Tauriana, mindössze annyit tudunk róla, hogy 69-ben Lugdunumban volt és Vitellius mellé állt.
Ala I. Gallorum et Bosporanorum, 158-ban Daciában említi egy katonai diploma. Valószínűleg két ala, illetőleg azok egy-egy részének az egyesítéséből keletkezett. A szóban forgó diplomát Maroskeresztúron találták, ahol az ala I. Bosporanorum állomásozott egy ideig; az ala I. Gallorum pedig lehetett az, amelyet Claudia melléknéven említettünk Moesia Inferiorban.
Ala I. Gallorum et Pannoniorum catafractaria, egy katonai diploma szerint 104-ben Moesia Inferiorban volt, de egy másik, 145–161 közt kelt diploma már Daciában említi. Keletkezési módja hasonló lehet az előzőéhez.
Ala Gallorum Sebosiana, Tacitus említi először a 69. év eseményeivel kapcsolatban. Az 1. századtól Germaniában találták emlékeit, a 2. század elején Britanniában volt, s egy évszázad múlva is ott találjuk. Első állomása itt Longovicium, a második a mai Stanhope.
Ala II. Gallorum, az 1. században Hispaniában van egy ilyen nevű ala körülbelül Vespasianus koráig. Az 5. század elején Armeniában volt egy, mint a kappadókiai hadsereg része. Hogy a kettő azonos-e, nem tudjuk.
Ala I. Flavia Gemellina, 64-ben még nem viselte a Flavia nevet. Ekkor Rhaetiában állomásozott, ahogy száz évvel később is. Tábora feltehetőleg Kösching volt.
Ala Augusta Germaniciana vagy Germanica, három feliratos emléken szerepel, de ezekből sem állomáshelye, sem más egyéb nem állapítható meg.
Ala I. Hispanorum, egy diploma militare 128-ban Dacia Inferiorban említi, s itt volt negyedszázaddal később is. Az 1. században talán Germania Superiorban állomásozott. Minden bizonnyal Traianus vezényelte át Daciába.
Ala I. Hispanorum Auriana, Nero halálakor Noricumban volt, míg a 2. században Rhaetiában, ahol a tábora Weissenburgban volt.
Ala II. Flavia Hispanorum civium Romanarum, a 2. század vége felé Hispania Tarraconensisben állomásozott, de megfordult Mauretániában is.
Ala II. Hispanorum, minden melléknév nélkül szerepel egy feliraton Egyiptomban, az 5. század legelején.
Ala I. Illyricorum, a 2. század derekán Daciában állomásozott, a téglabélyegek tanúsága szerint a mai Marosvécs vagy a Besztercebánya melletti Várhely volt az állomása. Egy feliratos emléken szerepel egy katonája, mint dák nemzetiségű (natione Dacus). Van a 129-ből származó diplomában egy vexillatio equitum Illyricorum is, mégpedig Dacia Inferiorban. Alighanem azonos a numerus equituum electorum ex Illyrico nevű csapattal.
Ala I. Augusta Ituraeorum, 98-ban Pannoniában van, ahová 85 után került, éspedig minden bizonnyal Domitianus hadjárataival kapcsolatban, talán Germaniából. Állomása Arrabona. Részt vett Traianus daciai hadjárataiban, s az első Daciában maradó csapatok közt, 110-ben még itt van. Később visszament Pannoniába, ahol egy 145–160 közt kelt diplomában említik. Egy vexillatioja Rómában is megfordult.
Ala Lemavorum, a lemavok egy hispániai néptörzs tagjai voltak, azt azonban, hogy ez az ala mikor alakult és hol volt az állomáshelye, nem tudjuk.
Ala Longiniana, az 1. században Germania Inferiorban, Bonnában állomásozott. Feltehetőleg Vespasianus feloszlatta.
Ala Mauretana Tibiscensium (?), Theodor Mommsen esetleg feltételezhetőnek tette létezését, de nem tartotta valószínűnek. Az alapot egy felirat szolgáltatta, amely Caesareában kerülte elő (Mauretania provincia), s amelyen szerepel egy cursus honorumban állítólag PRAEF.IV MAVRET.TIBISCENSIVM, holott helyesen: PRAEP(ositius) N(umeris) MAVR(orum) ET.TIBISCENSIVM. Azért valószínűbb az utóbbi feltevés, mert a N(umerus) M(ilitum) M(aurorum) és numerus Tobiscensium egyaránt szerepelnek Daciában.
Ala miliaria, minden bővebb meghatározás nélkül, volt Mauretania provinciában, ahol több emléke is fennmaradt, mégpedig nyilvánvalóan igen különböző időkből. A 2. század végén Daciában is volt egy ilyen nevű csapat, amelynek Largianában és Apulumban maradt emléke. Volt egy harmadik is Szíriában, Domitianus korában. Erről hihető lenne, hogy azonos a Daciában levővel, ha a dolog így is történt, akkor később visszament eredeti helyére, mert az 5. század elején van ott egy ala prima militaria.
Ala II. Nerviana Augusta fidelis militaria, a név egy Caesareában talált, 107-ből származó katonai diplomán van megemlítve.
Ala Noricorum, az összes rá vonatkozó feliratok Germaniában kerültek elő, mégpedig Mainzban (1. század), Kölnben (1. század) és Calcarban, az utóbbi kora nem állapítható meg. E feliratok alapján megállapítható, hogy 74 előtt Mainzban állomásozott, azután az utóbbi két helyen.
Ala Numidica, feltehetőleg egy ala Augusta, amely Numidiában való állomásakor kapta megkülönböztetésül a többi alától a Numidica melléknevet.
Ala I. Pannoniorum, Africa provinciában állomásozott. Az 1. században Cirta mellett Phua volt az állomása, később délebbre ment Menába, ahonnan a 2. század legvégéről van emléke. Volt egy másik ilyen nevű ala is, amelynek 99-ben Moesia Inferiorban volt az állomása, valószínűleg Trosmisben. Egy harmadiknak Tampiana mellékneve van, s inkább csak ezen hívják. Melléknevét Tampius Flavianustól kapta, aki Nero halálakor Pannonia helytartója volt. 103-ban az ala Britanniában van, s talán ott van még 146-ban is, ott egyetlen feliratos emléket sem találtak tőle. Vespasianus és Traianus uralkodása között legalább egy része megfordult a Duna mellett, mégpedig Domitianus hadjárata alatt.
Ala II. Pannoniorum, eredetoleg valószínűleg Moesiában volt, ahonnan részt vett Traianus daciai hadjáratában, s a tartomány elfoglalása után a mai Szamosújvár közelében állomásozott.
Ala Pannoniorum, minden sorszám és melléknév nélkül, táborozott Salonában, Dalmatiában. Innen még az 1. században Pannoniába került, ahol előbb Savaria közelében, a mai Gyalóka mellett állomásozhatott, majd Arrabonába, végül Aquincumba került.
Ala Flavia Pannoniorum szerepel egy Bassianaeben (Pannonia) talált feliratos emléken, amely a 2. század derekán készülhetett. Minden bizonnyal az előbbivel azonos, a Flavia melléknevet Domitianustól kaphatta.
Ala I. Augusta Parthorum, érdekes, hogy sorszámmal és Augusta melléknévvel csak a 2. század vége utántól szerepel, míg addig anélkül. Először egy katonai diploma említi 107-ben Mauretania csapatai közt, ahol legalább a 3. századig állomásozott; Sidi Ali ben Yub lehetett a táborhelye. Egy ala I. Parthorum van az 5. század elején Mezopotámiában, Resaina székhellyel.
Ala Parthorum veterana, a neve szerepel egy gyűrű feliratán, amelyet Germania Inferiorban találtak. Semmi közelebbit nem tudunk róla.
Ala Patrui, szintén egyszer említik, s ebből sem tudunk meg sokat, még a táborhelyét sem. A felirat az 1. századból való.
Ala Phrygum, az 1. században Szíriában állomásozott. Nem lehetetlen, hogy később Ulpia melléknevet kapott, mert Traianus vagy Hadrianus korában előfordul egy ala Ulpia Phrygum is. 158-ban Daciában volt egy vexillatio Phrygum is.
Ala Picentiana vagy Picentina, 70-ben már, 82-ben még Germania Superiorban állomásozott. Innen Britanniába helyezték, ahol először 124-ben találkozunk vele. 90-ben már nem volt Germania Superiorban, feltehető tehát, hogy Agricola britanniai hadjárata során helyezték át.
Ala exploratorum Pomariensium, késői alakulat, mert az exploratores eredetileg numeri, amit jelen esetben is elárul a táborhelyről való elnevezés (Pomarium, Mauretaniában). A legelső emlék róla Alexander Severus korából való.
Ala Pomponiana, az egyetlen említés róla egy Bonnban előkerült, 1. századi sírkövön található.
Ala I. Praetoria civium Romanorum, először egy kölni sírkövön szerepel, 85-ben Pannoniában volt, Traianus halálakor pedig keleten. Ott is maradt ezután, mert az 5. században Kappadókiában találjuk.
Ala Rusonis, egyetlenegy említés van róla, úgy látszik, Germania Superiorban állomásozott.
Ala Sabiniana, Hunnum, Hadranus fala mellett volt a táborhelye Britanniában. Késői csapat.
Ala Sarmatarum, szintén késői csapat, s Cocciumban (Britannia) volt a tábora. Minden valószínűség amellett szól, hogy a Bremetennacumban állomásozott numerus, majd cuneus sarmatarum egy későbbi alakulatával azonos.
Ala Scubulorum, Germania Superior csapatai közt említik az 1. század három utolsó és a 2. század két első tizedéből való diplomák. A nép, amelyből eredetileg alapították, ismeretlen.
Ala Sebastenorum Gemina, az 1. század negyedik tizedében említik először Judeában, nemsokára már Pontosz mellett van, de ismét visszakerült. Vespasianus áthelyezte Mauretaniába. Úgy látszik, hogy a zsidók elleni harcokkor megkapta a Flavia melléknevet is. Az 5. század elején volt Palesztinában egy ala I. miliaria Sebastena, de nem tudjuk, hogy ennek van-e valami köze a régihez, vagy pedig teljesen új alakulat.
Ala Siliana torquata civium Romanorum, eredetileg 60-ig Africa provincában állomásozott, innen áthelyezték Egyiptomba, majd Itáliába került, amelynek északi részén a Nero halálát követő zavargásokban szerepelt. Domitianus alatt Pannoniában volt, az itteni harcokban kapta a civium Romanorum nevet. Traianus hadjárata alatt jött Daciába és ott is maradt. Valamelyik Napoca közelében, attól nyugatra eső községben kellett a táborának lennie. Az általános feltételezés, hogy táborhelye Gyalu lett volna, nem bizonyos, mert ott talált feliratos emlékei mint építőanyag kerültek oda valahonnan a közelből. Egyszer szerepel torquata mellékneve, nem tudjuk, honnan szerezte.
Ala I. Flavia Singularium civium Romanorum pia felix, Germania Inferiorból ismerjük élőször a 70. év harcaiból, egy diploma húsz évvel később már Germania Superiorban említi, Traianus alatt pedig Rhaetiában van. Pia felix melléknevét az Antonius Saturninus elleni harcokban nyerhette. Rhaetiában a mai Pföring mellett volt a tábora, a 2. század hetvenes éveiben még szerepel a neve.
Ala I. Ulpia Singularium, egyetlen feliraton szerepel, tábora valahol a keleten lehetett.
Ala Sulpicia civium Romanorum, minden bizonnyal Galba után kapta melléknevét, aki két alát is szervezett. Mindig a mai Kölnben állomásozott, itt volt 187-ben is.
Ala Tautorum victrix civium Romanarum, minden bizonnyal egy trákiai, egyébként ismeretlen népből sorozták. Egy 1. századi, Hispania Tarraconensisben talált sírkövön szerepel.
Ala Thracum Herculania (Herclana, Herculana, Herculiana), az 1. században keleten volt, a 3. század legelején egyiptomban, Thébai környékén volt a tábora, ahová a 2. század folyamán, talán a század közepén került.
Ala I. Augusta Thracum, Rhaetiában találjuk először Traianus idejében. Nem sokkal később Noricumba került, ahol Trigisanum volt a táborhelye.
Ala I. Thracum, Britanniában volt 103-ban. Egy hiányos feliratos emléket szokás még ezzel az alával kapcsolatba hozni, ami -ha helyes- azt mutatja, hogy az ala Antoninus Pius korában Germania Inferiorban volt.
Ala I. Thracum Mauretana, eleinte Mauretaniában állomásozott, de később a zsidó háborúk alatt helyet cserélt az ala Sebastianorummal, 86-ban ugyanis Judeában találjuk. A 2. században Egyiptomban volt, ahol az ötvenes és a kilencvenes években több írásos emlék is említi.
Ala I. Thracum veteranorum sagittariorum civium Romanorum, a 2. század derekán, Pannonia Inferiorban tűnik fel először. Tábora Campona (Nagytétény). Utoljára 251-ben említik ezen a helyen.
Ala I. Thracum victrix, a 2. század harmincas-ötvenes való diplomák említik Pannonia Superiorban. Annaka a hangoztatott feltételezésnek, hogy ezt megelőzőleg Germaniában volt, nincs biztos alapja. Victrix melléknevét nem tudjuk kitől és mikor nyerte.
Ala II. Augusta Thracum pia felix, feliratokon: ala II. Thr. Aug. p. f. rendben, sőt Mauretaniában egyszerűen ala Thracum is, mert, egyetlen ala Thracumként a tartományban nem volt összekeverhető mással. E tartományból nem is távozott el soha. Az 1. században Caesarea az állomása, a 2. századtól a délebbre fekvő Rapidum, ahol még a 3. század derekán is említik.
Ala III. Augusta Thracum sagittariorum, Pannonia Superiorban állomásozott. A 2. század negyvenes és ötvenes éveitől való katonai diplomák említik e tartományban. Feliratos emlékek említik ugyanitt a 3. században, amikor is Adiaum -Brigetiótól keletre- volt az állomása.
Ala III. Thracum, némelyek szerint az előzővel azonos, mások szerint viszont attól különböző csapat. Az első feltevés azért nem cáfolható meg, mert emléke az 1. századból maradt csak, amikor Szíriában volt, illetve a 2. század elejéről.
Ala Treverorum, Tacitus említi 21-ben Germaniában, Nero halála után Vitellius csapatai közé állt, majd a Rajna alsó folyásánál a lázadókhoz pártolt. Ettől fogva semmi hírünk sincs róla.
Ala I. Tungrorum Frontaniana, az 1. században Dalmatia provinciában állomásozott, de már a nyolcvanas évek legelején Pannoniában említik a katonai diplomák, 114-ben Pannonia Inferiorban. Tábora Camponaban volt, ahol az ala I. Thracum veteranorum sagittariorum civium Romanarumot megelőzte. Egy 2. századból (145–161 közti évekből származó) diploma már Alsóilosván említi, tehát daciában, ahol a 3. századból is sok emléke maradt.
Ala I. Tungrorum, az 1. század legvégén említik először Britanniában, a későbbi időkből is több emléke van ugyanott.
Ala Vallensium, egyetlenegy feliraton szerepel Germaniában.
Ala Hispanorum Vettorum civium Romanarum, állandóan Britanniában állomásozott, legelőször 103-ban, utoljára 197-ben említik különböző britanniai állomáshelyeken.
Ala Augusta Vocontiorum, az 1. században Germania Inferiorban, majd Britanniában volt. Van egy másik ala Vocontiorum is, minden melléknév nélkül. Ezt a források határozottan Egyiptomban említik 134-ben, de már fél évszázaddal korábban ott volt.

### Cohortes
Cohors I. Afrorum civium Romanorum equitata, egyetlenegy említés történik róla, éppúgy, mint a cohors Afrorum in Daciáról, amellyel feltehetőleg azonos.
Cohors I. Ulpia Afrorum equitata, a 2. században Egyiptomban állomásozott.
Cohors III. Flavia Afrorum, nem bizonyos, mert az egyetlen felirat, amely emlékét őrzi, igen rongált.
Cohors I. Alpinorum, kettő volt: equitata és peditata, utóbbi már 60-tól szerepel Pannoniában. Az 1. és a 2. század elejéről való katonai diplomákban rendesen egymás mellett szerepelnek, s egymás mellett van a táboruk is. A peditata még a 3. században is ott van, az equitata azonban 161-ben még Pannonia Inferiorban, de a 3. század legelején már Daciában (Sóvárad vagy Mikháza) van.
Cohors I. Alpinorum miliaria, egyetlenegyszer említik, többet nem is tudunk róla.
Cohors II. Alpinorum equitata, a katonai diplomák 60-ban már Pannoniában említik, egészen a 2. század végéig. Pannonia előtt feltehetőleg Dalmatiában állomásozott.
Cohors III. Alpinorum equitata, 93-ban szerepel először Dalmatiában, de talán már a század derekán is ott volt. Állomáshelye nem állapítható meg, mindössze annyi bizonyos, hogy többször változott. Később Pannonia Inferiorba helyezték, s itt (Sisciában) van az 5. század elején is. Az áthelyezésnek a 3. század folyamán kellett történnie. Egy ideig valószínűleg Pannonia Superiorban is volt, de táborhelye sem itt, sem ott nem állapítható meg Siscia kivételével, holott minden bizonnyal több is volt.
Cohors III. Alpinorum, Arabiában apud Anona néven szerepel az 5. század elején, feltehetőleg ezt megelőzően is állandóan keleten állomásozott.
Cohors III. Alpinorum Dardanorum, az 5. század elején szerepel Pannonia Secunda csapatai között.
Cohors I. Antiochiensium, Moesia Superior csapatai közt említik egy 93-ban keltezett katonai diplomán.
Cohors Apamenorum sagittariorum equitata, Egyiptomban állomásozott. Először 145-ben említi egy papirusz, az 5. század elején még ott volt.
Cohors Apuleia civium Romanorum, az 5. század elején Hyssipontus volt az állomása Armeniában, de kétségtelen, hogy jóval előbb alapították.
Cohors I. Aquitanorum veterana equitata, az 1. század hetvenes éveitől a 2. század harmincas éveiig terjedő időszakaszból származó katonai diplomákon szerepel Germania Superiorban. Ezt megelőzőleg feltehetőleg Moesia Inferiorban állomásozott, mint azt az emlékek bizonyítják.
Cohors I. Aquitanorum, a 2. században többször szerepelt Britanniában.
Cohors I. Aquitanica, egyetlenegyszer szerepel a források közt, lehetetlen eldönteni, hogy önálló cohors-e, vagy megegyezik a fentiek valamelyikével.
Cohors II. Aquitanorum equitata, Germania Superior csapatai közt szerepel, 82-ben és 90-ben. Utóbbi év után, de 166 előtt Rhaetiába helyezték át.
Cohors III. Aquitanorum equitata civium Romanum, Germania Superior csapatai közt szerepel a 74–134 közti diplomákon, a 3. században Osterburkenben állomásozott.
Cohors III. Aquitanorum equitata civium Romanum, a fent említett diplomák tanúsága szerint ez is Germania Superiorban állomásozott a mondott időben, valamint a 3. század elején is.
Cohors I. Ascalonitanorum felix equitata, feltehetőleg Szíriában állomásozott. Egyetlenegyszer szerepel a neve egy, talán Traianus párthus háborújára vonatkozó feliraton.
Cohors I. Asturum equitata, Germaniában volt 74 után, ezt megelőzően valószínűleg Dalmatiában. Germania Superiorban, Mainhardt helyén volt először a tábora. A 3. században Britanniában találjuk, ahová a 2. század dereka táján kerülhetett.
Cohors I. Asturum, Traianus korában Noricumban állomásozott, egészen az 5. század elejéig.
Cohors II. Asturum, az 1. században Germaniában van, de még ebben a században áthelyezik Britanniába, ahol a diplomák 105-ben és 124-ben említik, egy építészeti emlék felirata pedig 225-ben bizonyítja ottlétét. Az 5. század elején egy ilyen nevű csapat Egyiptomban van, de az minden bizonnyal nem azonos ezzel.
Cohors III. Asturum equitata civium Romanorum, az 5. század elején említik Mauretania Tingitanában, de néhány feliratos emlék korábbi ottlétéről tanúskodik.
Cohors V. Asturum, az 1. században Germania inferiorban állomásozott.
Cohors VI. Asturum, egyetlenegyszer szerepel egy, az 1. század utolsó negyedéből való cursus honorumban.
Cohors I. Asturum et Gallaecorum, egyetlenegyszer említi egy katonai diploma, amely szerint 60-ban Pannoniában volt.
Cohors II. Asturum et Gallaecorum, ugyancsak ott említik 80-ban és 85-ben; 145 és 167 közt Pannonia Inferior csapatai közt szerepel.
Cohors Asturum et Gallaecorum, sorszám nélkül, vagy meg nem állapítható sorszámmal szerepel Mauretania Tingitanában, továbbá a Rajna mellett. Ezekről azonban még az sem állapítható meg, hogy vajon más csapat-e, mint a többi hasonnevű alakulat, vagy pedig azok egyikével-másikával azonos.
Cohors I. Augusta, Augustus korában Szíriában volt. Később is fennállt, mert a neve egy Daciában talált cursus honorumban is szerepel.
Cohors III. Augusta, egy, a kora császárkorból származó cursus honorumban szerepel, másutt nem említik.
Cohors I. Ausetanorum, szintén egyetlenegyszer fordul elő.
Cohors I. Baetasiorum civium Romanorum, az egész császárkoron ár Britanniában állomásozott. Ott említi 103-ban egy katonai diploma, s ott volt az 5. század elején is. Ekkor Regulbium, azt megelőzően Uxellodunum volt az állomása.
Cohors Baetica, egyetlenegyszer szerepel, székhelye ekkor Bergomum volt a székhelye.
Cohors I-VIII. Batavorum, a germaniai hadsereg legjava a császárkor elején. Még Nero korában is komoly szerepet játszottak. Valamennyi cohors equitata volt. Nero Itáliába rendelte őket, s ettől kezdve ahol csak megjelentek, bajt és zavart keltettek. A Nero halálát követően részt vettek a zavargásokban, majd a germaniai felkeléshez csatlakoztak. Vespasianus feloszlatta őket. Létezett egy VIIII (sic!) sorszámú, szintén Batavorum nevű cohors is, amelyet a források sosem említenek a többivel együtt, s a sorsukban sem osztozott. Ez 166-ban Rhaetiában volt, s ott állomásozott az 5. század elején is, amikor a mai Passau helyén volt a tábora, azt megelőzően pedig Weissenburgban. Agricola britanniai hadjáratában három ilyen nevű cohors is kitüntette magát, ezek azonban már új alakulatok voltak.
Cohors I. Batavorum miliaria pia felix, 98-ban Pannoniában volt, ahová nem sokkal azelőtt került. A daciai hadjárat alatt változtatott állomáshelyet, mert azután Daciában találjuk. Valamelyik Porolissum melletti tábor lehetett az övé.
Cohors I. Batavorum quingenaria, 124-ben Britanniában volt, s ott volt az 5. század elején is, Procolitiában, ahol legalább 237 óta volt tábora. Nem lehetetlen, hogy Agricola hadjáratában már részt vett.
Cohors II. Batavorum Miliaria, szintén szerepel a 98-ból való diplomán Pannonia csapatai közt. Ez is Britanniából érkezhetett egy időben a másikkal. Feltehetőleg Traianus daciai hadjáratakor került Moesia Inferiorba.
Cohors III. Batavorum militaria equitata, 107-ben Rhaetiában említi egy diploma, de a későbbiekben már nem szerepel. Hadrianus uralkodásától kezdve Pannoniában találkozunk vele, tábora a mai Adony volt. Itt van 211-ben is.
Cohors I. Belgarum equitata, sok emléke maradt Dalmatiában, de ezek közül csak egy datálható pontosan, a 173-as évre.
Cohors I. Septimia Belgarum vagy Belgica, egyetlen emléke maradt fenn a 3. századból, amelyből kitűnik, hogy akkor Moguntiacumban (ma Mainz) állomásozott. Septimia melléknevéből kitűnik, hogy Septimius Severus szervezte vagy talán csak újraszervezte azt a hasonló sorszámú belga cohorsot, amelyik már az 1. században itt állomásozott. Az sem lehetetlen viszont, hogy a két csapatnak semmi köze sincsen egymáshoz.
Cohors II. Flavia Bessorum, bizonyára valamelyik Flavius császár alapítása. 105-ben Moesia Inferior, 129-ben Dacia Inferior csapatai közt szerepel.
Cohors I. Aquitanorum Biturgium, e néven csak 74-ben szerepel Germaniában. Máskor az Aquitanorum jelző nélkül ugyanott 90-ben és 134-ben katonai diplomákon, 177-ben egy bronzlapon. Táborhelye egy ideig Rottweil, aztán Langenhain volt.
Cohors II. Biturigum, egyetlenegyszer történik róla említés az 1. században.
Cohors miliaria Bosporiana, az 5. század elején szerepel, mint az armeniai Arauraca helyőrsége, de minden bizonnyal már korábban is a kappadókiai haderő része volt.
Cohors I. Bosporiana, Pannonia Superiorban szerepel egy 116-ból származó diplomán, egyebet nem tudunk róla.
Cohors II. Bosporanorum, nevén kívül egyéb nyoma nem maradt.
Cohors I. Bracaraugustanorum, a korai császárkorban szerepel Dalmatiában, 99-ben Moesia Inferior csapatai közt találjuk, itt van 134-ben is. Ugyanilyen nevű és sorszámú csapat téglabélyegei fordulnak elő Berecken is.
Cohors II. Bracaraugustanorum, egyetlenegyszer szerepel egy Traianus-kori cursus honorumban.
Cohors III. Bracaraugustanorum, a 2. századi Rhaetiában találjuk 107-ben és 166-ban. Egy másik, ugyanilyen nevű és sorszámú csapat szerepel a britanniai csapatok közt 103, 124 és 136-ban. Ugyanilyen nevű és sorszámú csapat 139-ben Syria Palestina csapatai közt is szerepel, nem lehetetlen, hogy Hadrianus a britanniait vezényelte oda, de az sem kizárt, hogy ez a harmadik csapat teljesen önálló.
Cohors IIII. (sic!) Bracaraugustanorum, az előzővel együtt Syria Palestina csapatai közt szerepel.
Cohors V. Bracaraugustanorum, a III. sorszámúval együtt szerepel 107-ben és 166-ban Rhaetiában. Egy alkalommal Germaniában állomásozóként említik, ez feltehetően az 1. században volt.
Cohors I. Breucorum quingenaria Valeria Victrix bis torquata ob virtutem appellata equitata, valamennyi emléke Rhaetiában állomásozónak mutatja. Szerepel egy 166-ból származó diplomán, de még a 3. században is ott volt. Egy ideig Pfünz mellett állomásozott, megtisztelő mellékneveinek eredetét nem ismerjük.
Cohors I. Breucorum equitata civium Romanorum, mindössze annyit tudunk róla, hogy az 1. században keleten volt.
Cohors II. Breucorum, a 2.-3. században Mauretania Caesariensisben állomásozott, ahol először 107-ben, utoljára 282–283-ban említi írott emlék.
Cohors I. Celtiberorum, Britannia csapatai közt szerepel a 2. század első és hetedik tizedében (105. és 166. évi diplomákon), más emlék nem maradt fenn róla.
Cohors I. Celtiberorum equitata, szintén a 2. század első felének közepéig szerepel Hispania Tarraconensisben, több írott emlék maradt utána. Ha az előzővel azonosnak tekintjük, fel kell tételezzük, hogy 105 után Britanniából Hispaniába helyezték, majd 166 előtt visszakerült. Ez valószínűtlen, valószínűbb, hogy két külön csapat voltak.
Cohors III. Celtiberorum, egyetlenegyszer -167-ben- szerepel egy Hispania Tarraconensisben talált emléken. Ennek vagy az előbbinek kellett lennie az 5. század elején ugyanebben a tartományban Cohors Celtibera néven említett csapatnak.
Cohors Chalcidenorum equitata, Numidiában állomásozott, ahol több, a 2. századból származó emlékét találták.
Cohors I. Chalcidenorum equitata sagittariorum, 162-ben egy emléket emeltetett Damaszkusz közelében. Nem azonos az előzővel.
Cohors II. Chalcidenorum, mindössze két katonai diplomán szerepel 99-ben és 134-ben, Moesia Superior csapatai között.
Cohors V. Chalcidenorum equitata, tulajdonképp csak különítményei szerepelnek a 2. század keleti csapatai közt.
Cohors I. Flavia Cilicum equitata, először 83-ban említik Egyiptom csapata közt, utoljára 163-ban ugyanott. A tartomány különböző részeiből kerültek elő az e két időpont közé eső időszakból származó keltezett emlékei, így táborait többször cserélgethette a tartomány határai között. Ugyanezzel a névvel, de Flavia és equitata jelzők nélkül találunk az 1. század végén (93) Moesia Superiorban egy csapatot. Feltehetőleg ezzel azonos az, amit görög feliratos emlékek említenek ugyancsak a 2. század elején Moesia Superiorban e néven, de miliaria kellett, hogy legyen.
Cohors II. Cirtensium, egyetlenegyszer említik Mauretania Caesariensisben.
Cohors I. Cisipadensium, Moesia Superor csapataihoz tartozott 93-ban.
Cohors I. Civium Romanorum equitata pia felix, Germania Superiorban említi két diploma 116 és 134-ben. Feltehetőleg Traianus helyezte oda, Germania inferiorból.
Cohors II. Civium Romanorum Domitiana equitata pia felix, az 1. században Germania inferiorban van, de később ez is Germania Superiorba került.
Cohors I. Classica, Aqiutániában találhatóak nem datált, de korai emlékei.
Cohors I. Aelia Classica, mindössze 146-ban és az 5. század elején szerepel Britanniában. Hadrianus alapítása.
Cohors II. Classica, Augustus uralkodásának a végén Szíriában volt.
Cohors I. Claudia equitata, az 5. század elején Sebastopolisban volt, más adatunk nincs róla.
Cohors II. Claudia, neve egy görög nyelvű cursus honorumban maradt fenn, mást nem tudunk róla.
Cohors III. Coll…, 258-ban Kutlovica vidékén, Moesia Inferiorban állomásozott, hiányosan fennmaradt nevét nem tudjuk kiegészíteni.
Cohors I. Flavia Commagenorum, valószínűleg Antiochus seregéből került a római hadseregben az 1. század hetvenes éveiben, így Flavia mellékneve Vespasianusra vonatkozik. 105-ben Moesia Inferior, 157-ben Dacia Superior csapatai közt találjuk, bár ez utóbbi nem biztos, mert a fennmaradt diplomának pont ez a része sérült. Nem elképzelhetetlen, hogy az utóbbi helyen a következő cohors állomásozott.
Cohors II. Flavia Commagenorum equitata, hosszabb ideig Miciában (Vecel) állomásozott, ahol több feliratos emléke maradt Hadrianus korától körülbelül 245-ig. A rá vonatkozó emlékek – kiváltképp a bélyeges téglák – gyakoriak Vecel környékén.
Cohors III. Commagenorum, Erdélyben nagy számban kerültek elő bélyeges téglái, állomáshelye Hévíz környékén lehetett.
Cohors VI. Commagenorum equitata, Numidiában állomásozott, ahol Hadrianus is megszemlélte 128-ban. Állomáshelye változó. Volt egy cohors Commagenorum Kappadókiában is, de erről nem sokat tudunk.
Cohors I. Cornoviorum, mindössze az 5. század elején említik a britanniai segédcsapatok közt, de kétségtelen, hogy már korábban is ott volt.
Cohors I. Corsorum, Szardíniában maradt emléke az 1. század első feléből.
Cohors I. Corsorum civium Romanorum, a 2. század elején (105) Mauretania Caesariensis csapatai közt van felsorolva.
Cohors I. Cretum, 93-tól Moesia Superiorban állomásozott, nem tudjuk, meddig.
Cohors II. Cretensis, az 5. század elején a palesztinai csapatok közt szerepel.
Cohors I. Ulpia Traiana Cugernorum civium Romanarum, a 103. és 104. évekből való diplomák említik Britannia csapatai között, de vannak ott talált emlékei a későbbi korokból is.
Cohors I. Cypria, lásd: Cohors I. Cyrenaica
Cohors III. Cypria civium Romanorum, a 110. évi diploma szerint Daciában volt, téglabélyegei a Vulkán-szorosban találhatóak. Nem lehet eldönteni, hogy vajon ugyanez a cohors vagy egy ugyanilyen nevű, de más sorszámú cohors-e az, amely agy Pantikapaionban, a Krím-félszigeten talált görög szövegű feliratos emléken szerepel.
Cohors I. Cyrenaica, mindössze egy Mainzban talált, 1. századbeli cursus honorumban szerepel. Nem lehet biztosan eldönteni, de valószínű, hogy a Szamos melletti Tihó táborában előkerült téglabélyegek erre vonatkoznak, de lehet, hogy egy cohors I. Cypriának volt ott a tábora.
Cohors II. Augusta Cyrenaica equitata, az 1. század végéről és a 2. század elejéről való diplomák Germania Superiorban említik, ahol a mai Heidelberg mellett volt a tábora.
Cohors III. Cyrenaica sagittariorum, nevét több cursus honorum is megőrizte, de ennél többet nem tudunk róla.
Cohors III. Augusta Cyrenaica, mindössze Marcus Aurelius korából említi egy emlék.
Cohors Cyrenaica equitata, szerepel Hadrianus korában Kappadókiában, nem lehet eldönteni, hogy azonos-e valamelyik előbbivel. Feltehetőleg nem azonos.
Cohors I. Aelia Dacorum miliaria, Hadrianus alapította és 146-ban jelenik meg először Britannia csapatai közt, utoljára az 5. században említik ugyanott. Mindvégig Amboglana volt a táborhelye.
Cohors I. Ulpia Dacorum, minden bizonnyal Traianus alapítása, bár csak az 5. század elején említik Szíriában.
Cohors II. Augusta Dacorum pia felix miliaria equitata, Pannonia Inferiorban, Teutoburgiumban talált felirat említi. Egyéb biztos tudomásunk nincs róla.
Cohors III. Dacorum equitata, keleten állomásozó csapat, amelynek különítménye részt vett Traianus párthusok elleni hadjáratában. Másutt nem említik.
Cohors Gemina Dacorum, a 3. században Moesia Inferior csapatai közt szerepel, nem tudjuk, hogy melyik két régebbi cohors Dacorum egyesítéséből származott.
Cohors I. Flavia Damascenorum miliaria equitata sagittariorum, feltehetőleg 82–90 közt alakult, az ubbi évben már Germania Superiorban volt, ahol 2. századbéli diplomák is említik, utoljára egy 134-ből való. Bélyeges tégláit Friedbergben találták. Egy hasonló, de Flavia melléknév nélküli cohors quingenaria szerepel 139-ben Szíria csapatai között, utóbbi valószínűleg azonos az Egyiptomban 73-ban és 136-ban kimutatható csapattal.
Cohors I. Aurelia Dardanorum, valószínűleg Marcus Aurelius alapítása, Moesia Superiorban állomásozott.
Cohors I. Delmatarum, Britannia csapatai közt találjuk 124-ben, ahol nem csupán egy ebből az évből való diploma említi, hanem több felirat is, a diplománál későbbi korból. Quingenaria volt.
Cohors II. Dalmatarum, az 5. század elején Britanniában volt, de valószínűleg már régóta, mert a 105. év diplomái egyikének egyik hiányos helyét az ő sorszámával lehet a legjobban kitölteni.
Cohors II. miliaria Delmatarum, együtt szerepel 170-ben Dalmatiában az ugyanilyen nevű I. sorszámú csapattal.
Cohors III. Delmatarum pia felix, Germania inferiorban volt 90 előtt, ebben az évben már Germania Superiorban találjuk, utoljára egy 134-ből való diploma említi ugyanott. Bélyeges téglái a legnagyobb számban Rückingenben kerültek elő, de néhány más helyen is.
Cohors III. Delmatarum miliaria equitata civium Romanorum pia felix, a 3. századból Mehadia környékéről maradtak fenn emlékei, többek közt egy 157–160-ból való, itt lelt felirat említi.
Cohors IIII. (sic!) Delmatarum, az 1. századból való germaniai emlékeken szerepel, de a Flaviusok diplomáin már nem, ellenben megtaláljuk 103-ban Britanniában. 134-ben ismét Germania Superiorban volt.
Cohors IIII. (sic!) Delmatarum miliaria, nevén kívül semmit sem tudunk róla.
Cohors V. Delmatarum, a 74-ből való germaniai diploma említi e tartomány csapatai közt, ezután 134-ig bezárólag Germania Superiorban említik a diplomák. Több feliratos emléken is szerepel.
Cohors VI. Delmatarum equitata, egyetlenegyszer említik úgy, hogy az 1. században feltehetőleg Mauretania Caesarensisben volt az állomása.
Cohors VII. Delmatarum equitata, az 1. században szintén Mauretania Caesarensisben állomásozott.
Cohors II. Dongonum, egyetlenegyszer (124-ben) említik Britannia csapatai közt.
Cohors I. equitata, egyszer szerepel az 5. század elején Palesztinában.
Cohors II. equitum, Traianus párthusok elleni háborújában egy különítménnyel szerepelt, állomása valószínűleg keleten volt.
Cohors VI. equestris, Ifjabb Pliniusnak egy Traianushoz intézett levelében szerepel mint Bithüniában állomásozó csapat.
Cohors Aelia expedita, csak egy III. századi cursus honorum említi, de Aelia neve után Hadrianus alapíthatta. A 3. században Mauretania provinciában volt.
Cohors I. Flavia equitata, Hadrianus korabeli feliratok említik Numidiában. A 3. században Germania inferiorban (a mai Remagen környékén) állomásozott.
Cohors I. Flavia civium Romanorum equitata, legelőször Traianus párthusok elleni háborújában szerepelt egy különítménye. Egy 139-ből való diploma Palesztina csapatai közt említi, az 5. század elején még ott volt, tehát fennállása alatt egyszer sem távozott keletről.
Cohors Flaviana, négy Iliumban talált felirat is említi, de hogy pontosan mikor működött, nem tudjuk.
Cohors I. Frisiavonum, Traianus korában tűnt fel Britannia csapatai közt 105-ben, s ott volt ezután is. Utoljára az 5. század elején említik ugyanott.
Cohors I. Aelia Gaesatorum miliaria, a név olvasata nem biztos. Kissebes környékén kerültek elő bélyeges téglái, szokás a cohors nevét cohors I. Aegyptiorum és Cohors I. Aelia Gallorumra is kiegészíteni.
Cohors Gaetulorum, Claudius korában említi először egy cursus honorum. Más emlékei maradtak szintén az 1. századból az alpesi provinciákban. Egy hasonló nevű, de már I. sorszámmal szerepel későbbi cursus honorumokon, illetve az 5. század elején Szíriában.
Cohors I. Ulpia Galatarum, egy 139-ben kelt diploma szerint Palesztinában van, de már előbbről is találtak néhány emléket tőle Kis-Ázsiában.
Cohors II. Ulpia Galatarum, az előbbivel együtt szerepel 139-ben, az 5. század elején még Palesztinában volt.
Cohors III. Galatarum, csak az 5. század elején említik Egyiptomban.
Cohors I. Gallica civium Romanorum equitata, Hispania Tarraconensisben említik az 5. század elején, de ottlétének a korábbi időkből is vannak emlékei.
Cohors II. Gallica, az 5. század elején szerepel Gallaeciában.
Cohors I. Gallorum, az 1. század elején Aquitaniában volt, de ez nem biztos, mivel az egyetlen ezt igazoló feliratos emlék ugen töredékesen maradt fenn.
Cohors I. Gallorum Dacica, egy 157-ből való katonai diploma Dacia csapatai közt említi.
Cohors II. Gallorum, az 1. század végéről – 2. század elejéről való diplomák Moesia Inferiorban említik.
Cohors II. Gallorum Macedonica equitata, eredetileg minden bizonnyal Makedóniában állomásozott, s onnan került Moesia Superiorba, ahol 93-ban szerepel. 110-ben már a daciai csapatok közt említik, itt későbbről is kerültek elő emlékei.
Cohors II. Gallorum, egy 107. évi diplomában Mauretania Caesariensis csapatai közt szerepel.
Cohors II. Gallorum equitata, Britannia csapatai közt említi egy 146-ból való diploma, a feliratos emlékek tanúsága szerint a 3. század derekán még ott volt. Talán azonos az előzővel, s Hadrianus alatt került ide.
Cohors III. Gallorum, 79-ben vagy 82-ben került Germaniából Moesia Inferiorba, innen Hadrianus alatt Dacia Inferiorba, ahol 129-ben említik először, míg Moesia Inferiorban 112-ben utoljára.
Cohors IIII. (sic!) Gallorum, Traianus óta (107) szerepel Moesia Inferiorban, itt említik az 5. század elején is. Hasonló nevű és sorszámú csapat szerepel a 107. és a 166. évek diplomáin Rhaetiában.
Cohors IIII. (sic!) Gallorum equitata, Britanniában van az 5. század elején, de ottléte már a 2. században kimutatható, először 146-ban, továbbá a 3. században. Az 1. században feltehetőleg Hispania Tarraconensisben állomásozott.
Cohors V. Gallorum, a 84. és 85. évi diplomák szerint ekkor Pannoniában van, de már 93-ban Moesia Superiorban találjuk, ahol későbbről is maradt emléke. A 2. század vége felé Britanniában találunk egy ilyen nevű, s talán vele azonos csapatot.
Cohors VI. Gallorum, egyetlenegyszer fordul elő egy cursus honorumban, egyébként ismeretlen.
Cohors VII. Gallorum, Traianus korában Moesia Inferiorban állomásozott, ahol a diplomák 99-ben és 112-ben említik.
Cohors XI. Gallorum, egy ideig Dalmatiában volt, de többet nem tudunk róla.
Cohors V. Gemina civium Romanorum, 139-ben Palesztinában említik.
Cohors I. Germanica, a 3. században említik Germania inferior csapatai között.
Cohors I. Nerviana Germanorum miliaria equitata, több britanniai feliratos emléken szerepel, úgy látszik, hosszabb ideig állomásozott ott különböző táborhelyeken. Minden bizonnyal Nerva alapította.
Cohors I. miliaria Germanorum, az 5. század elején Armeniában említik, de feltehetőleg már a 3. században ott állomásozott.
Cohors I. Germanorum civium Romanorum, egy 82. évi diploma Germaniában, a 116. és 134. éviek Fermania Superiorban említik. A 3. században is ott állomásozott, a mai Jagsthausen mellett.
Cohors I. Hamiorum sagittariorum, egy 124. évi diploma említi Britanniában, a század harmincas évekből keltezett emlékei is vannak itt.
Cohors II. Hamiorum (Amiorum), egy numidiai emléken szerepel egyetlenegyszer, de nem biztos, hogy ott is állomásozott.
Cohors I. Helvetiorum, Germania Superiorban, előbb Böckingenben, később Öhringenben állomásozott. Utóbbi állomására a 2. század derekán került, s a 3. században még ott volt.
Cohors I. miliaria Hemesenorum sagittariorum equitata civium Romanarum, a 2. század derekától találkozunk emlékeivel Pannonia Inferiorban, ahol a táborhelye Intercisa volt. Ott volt a 3. században is.
Cohors I. Aelia Hispanorum miliaria equitata, minden bizonnyal Hadrianus szervezte, de a 2. század vége előttről nem maradt ránk emléke. Ekkor és a 3. század elején Britanniában volt.
Cohors I. Flavia Hispanorum miliaria equitata, egy 93. évi diploma szerint Moesia Superiorban volt. Traianus daciai hadjárataiba részt véve a 110. évi diplomán a daciai csapatok közt szerepel Ulpia és civium Romanorum címekkel, amelyekre bizonyára a harcok alatt tett szert. Az ajtóni mérföldkő tanúsága szerint 109–110 közt a Potaissa és Napoca közti utat építette.
Cohors I. Flavia Hispanorum (quingenaria) pia felix, 107-ben Mauretania Caesarensis csapatai közt szerepel.
Cohors I. Flavia Hispanorum pia felix, egy 110. évi diploma szerint Dacia csapatai közt van. Magyaregregyről kerültek elő bélyeges téglái, amelyekből kitetszik, hogy quingenaria volt.
Cohors I. Hispanorum veterana equitata, egy 99. évi diploma szerint Moesia Inferiorban van, egy 129. évi szerint Dacia inferiorban. Egy ideig Bereck volt a tábora, hogy mikor, nem tudjuk pontosan.
Cohors I. Hispanorum equitata, a 98–146. évek közti valamennyi diploma Britanniában említi, de ott volt az 5. század elején is. Ugyanilyen nevű csapat szerepel 83-ban és 84-ben Egyiptomban, amely szintén jóval ezután is ott táborozott.
Cohors II. Hispanorum scutata Cyrenaica equitata, Antoninus Pius korában egy diploma Daciában említi. Úgy látszik, azonos azzal, amelyet scutata Cyrenaica nevek nélkül 65 és 85 közt Pannoniában említenek a diplomák; 85 után Moesia Superiorba került, ahol Újpalánka környékén találhatóak bélyeges téglái. Részt vett Traianus Duna-hídjának építésében is. Scutata melléknevének magyarázata, hogy egyébként az auxilia pajzsa a kerek pajzs, scutum ellenben a legionáriusok jellemzője. Daciai tartózkodásának Kissebes környékén maradtak emlékei, ahol úgy látszik, követte a már említett cohors Gaesatorumot. Annyi bizonyos, hogy 108-ban még Moesia Superiorban volt, s a 110. és 129. évi doiplomákon nem szerepel a daciai csapatok között.
Cohors II. Hispanorum equitata pia felix, Traianus korában Germania Superiorban (Heddesdorf mellett) van, 158-ban Germania inferiorban (Remagen mellett). Ugyanilyen, de pia felix nélküli nevű csapat szerepel Hadrianus korában Numidiában. Az emlékekből arra lehet következtetni, hogy később is ott volt, sőt valószínű, hogy azonos azzal, amely az 5. század elején Mauretania Tingitanában szerepel. Egy cohors II. Hispanorum volt, egy ideig legalább, Kappadókiában is, de azt, hogy mikor, nem lehet megállapítani, ahogy azt sem, hogy azonos-e a most említettek valamelyikével.
Cohors II. Hispanorum equitata civium Romanorum miliaria, két cursus honorumban szerepel mindössze, így többet nem tudunk róla. Talán azonos azzal, amely egyszerűen cohors Hispanorum miliaria néven szerepel egy 260-ból való cursus honorumban Mauretania Caesarensisben.
Cohors III. Hispanorum, egy 1. századi cursus honorumban és egy csomó Germania Superior-beli téglabélyegen szerepel, utóbbiak Vindonissa környékén fordulnak elő.
Cohors IIII. (sic!) Hispanorum equitata, egy 158. évi diplomán Dacia Superior csapatai közt szerepel. Táborhelye Énlaka mellett volt, ahonnan több emléke is előkerült, részben kitörölt melléknévvel.
Cohors V. Hispanorum equitata, a 74. évben Germaniában említi egy diploma, de nemsokára Moesiában találjuk, 93-ban a neve Moesia Superior csapatai közt szerepel, de talán már tíz évvel ezt megelőzően is ott volt. Hogy pontosan mennyi ideig állomásozott ott, nem tudjuk.
Cohors VI. Hispanorum, a névén kívül semmit sem tudunk róla.
Cohors I. Civium Romanorum Ingenuorum, egy Claudius korabeli cursus honorumban szerepel, s minden valószínűség szerint Rhaetiában állomásozott.
Cohors VI. Ingenuorum civium Romanorum, az 1. században Germania inferiorban állomásozott.
Cohors I. Italica civium Romanorum Voluntariorum, mindössze egyetlen cursus honorumban szerepel, amelynem kora közelebbről nem meghatározható. Nem lehetetlen, hogy azonos azzal a cohors Italicával, amely Hadrianus alatt Kappadókiában volt.
Cohors II. Italica civium Romanorum Voluntariorum miliaria, az 1. században Szíriában állomásozott, de 69-ben egy különítményt küldött a Duna felső folyása mellé.
Cohors Ituraeorum sagittariorum equitata, Hadrianus korában Kappadókia seregében szerepeltek, de sorszámát nem ismerjük.
Cohors I. Augusta Ituraeorum sagittariorum, egy 80-ban készült pannoniai diplomán szerepel először. Ugyanitt van 98-ban is, de 110-ben már a daciai csapatok közt említik, s 158-ban is Dacia Superiorban volt. Feliratos emléke sem ott, sem itt nem maradt.
Cohors I. Ituraeorum, szintén a daciai csapatok közt van 110-ben, de ezt megelőzően Germania Superiorban állomásozott. A következő említése az 5. század elejéről való, akkor Mauretania Tingitanában táborozott.
Cohors II. Ituraeorum equitata, első keltezett emléke 39-ből való Egyiptomból, az 5. század elején még ott táborozott. Egyiptom több helyén tárták fel emlékeit.
Cohors III. Ituraeorum, először 83-ban tűnik fel, szintén Egyiptomban. A 2. század derekán még ott volt.
Cohors VII. Ituraeorum, egyetlenegyszer szerepel Egyiptom csapatai között.
Cohors Latabi(ensium?), az 1. században volt egy ilyesféle nevű csapat Germania Superiorban, nevének hiányzó része nem egészíthető ki biztosan.
Cohors I. Lepidiana equitata civium Romanorum, a 80. évben Pannoniában, de 99-ben már Moesia Superiorban volt, ahová minden bizonnyal Domitianus daciai hadjárata során került. Egy 112. évi diploma még ott említi, de nemsokára keletre került, és ott is maradt, az 5. század elején Armeniában említik.
Cohors I. Ligurum, az 1. században Alpes Maritimaeben volt, ahol feliratos emlékét is megtalálták, s Tacitus is említi a 69. év eseményeivel kapcsolatban. Nem elképzelhetetlen, hogy azonos azzal az ugyanilyen nevű csapattal, amely mindössze két cursus honorumban szerepel, amelyek egyikéből arra lehet következtetni, hogy valahol keleten állomásozott, és miliaria volt.
Cohors I. Ligurum et Hispanorum civium Romanorum, Germania Superiorban említik 116-ban és 134-ben. Nem valószínűtlen, hogy ezt megelőzően Alpes Maritimaeben is állomásozott.
Cohors II. Gemina Ligurum et Corsorum, Szardíniában a 88. és 96. évi diplomákon szerepel. Minden bizonnyal két régebbi csapat egyesítésével keletkezett. Az egyik a cohors I. Ligurum equitata lehetett, amely megelőzőleg ott állomásozott, ám eltűnt, a másik talán a már említett cohors I. Corsorum volt.
Cohors I. Lingonum equitata, egy 105. évi diploma Britanniában említi, ott vannak további, Antoninus Pius korából, illetve a 3. század derekáról származó emlékei is.
Cohors II. Lingonum equitata, szintén Britanniában állomásozott, ahol egy 98. évi diploma említi először, utoljára pedig az 5. század elejénszerepel. Feliratos emlékek is maradtak utána.
Cohors III. Lingonum equitata, mindössze egyetlenegyszer szerepel egy meghatározhatatlan korú cursus honorumban.
Cohors IIII. (sic!) Lingonum, az 1. század legelső éveitől az 5. század elejéig végig Britanniában állomásozott.
Cohors V. Lingonum, a 3. században Dacia csapatai közt szerepel, de többet nem tudunk róla. Tábora valószínűleg Porolissumban volt.
Cohors I. Lucensium equitata, az 1. században Dalmatiában állomásozott, ahol több feliratos emléke maradt. Egy 80. évi diploma már Pannoniában említi, ahonnan Traianus korában keletre helyezték.
Cohors I. Lucensium Hispanorum pia felix, az 1. századból előbb Germania Superiorból van feliratos emléke, majd valószínűleg már ebben a században, esetleg a 2. század legelső éveiben Germania Inferiorba került. A 2. század végén már nem volt ott, de hogy hova került, nem tudjuk.
Cohors II. Lucensium, a 105. és 112. évi diplomákon Moesia Inferiorban szerepel. A század végén és a 3. században Trákia északi határán állomásozott.
Cohors III. Lucensium, az 5. század elején említikelőször Hispaniában, de van hiányos feliratos emlék, amelyből arra lehet következtetni, hogy már ezt megelőzően is ott állomásozott.
Cohors IIII. (sic!) Lucensium equitata, Traianus korában egy különítménye a keleti hadjáratban szerepelt.
Cohors I. Augusta Praetoria Lusitanorum equitata, egy 86. évi diploma szerint Judeában állomásozott, 156-ban már Egyiptomban volt. Itt állomásozott az 5. század elején is.
Cohors I. Lusitanorum, először egy 60. évi diploma említi Pannoniában, majd egy 145–160 körüli Pannonia Inferiorban. Egyéb emléke nem maradt.
Cohors I. Lusitanorum Cyrenaica, a 99 és 105. évi diplomákon Moesia Inferiorban szerepel.
Cohors II. Lusitanorum equitata, a 107. évben egy feliratos emlék tanúsága szerint Egyiptomban volt. Ugyanilyen nevű csapatnak maradt emléke Lusitaniában is, de nem lehet megállapítani, hogy azonos-e ezzel.
Cohors III. Lusitanorum equitata, a 114. és 167. évi diplomákon Pannonia Inferiorban szerepel, ahová valószínűleg Germania Inferiorból került, ahol részt vett a 69. évi eseményekben.
Cohors VII. Lusitanorum equitata, a 107. és a 166. rhaetiai diplomákon szerepel, ezt megelőzően minden bizonnyal Numidiában volt.
Cohors I. Macedonica, egyetlenegyszer szerepel egy feliraton, amiből a nevén kívül semmit sem tudunk meg róla.
Cohors II. Mattiacorum, a 99. és 134. évi diplomák Moesia Inferiorban említik, ahol a Szeret torkolatánál több bélyeges tégla maradt tőle.
Cohors miliaria Maurorum equitata, Százhalombatta környékén maradtak bélyeges téglái és egy 235–238. évekből való feliratos emléke. Feliratos emléket Pannonia más helyein is találtak tőle. Egy hasonló nevű cohors, equitata jelző nélkül, a 3. század elején Numidiában állomásozott.
Cohors quingenaria Maurorum, szintén Pannonia Inferiorban maradtak feliratos emlékei, amelyek közül azonban csak egynek a keletkezési ideje határozható meg pontosan: a 235. évben készült.
Cohors I. Menapiorum, egy 124. évi diploma említi Britannia csapatai közt, a neve másutt nem szerepel.
Cohors I. Montanorum, Noricumban van az 1. század elején, ahol több feliratos emléke is maradt. Feltehetőleg azonos azzal, amely egy 85. évi diplomán már Pannoniában szerepel, később azonban már itt sem említik. Egy 139. évi diploma Palesztinában említ egy ilyen nevű csapatot, amelyről azonban nem tudjuk, hogy azonos-e ezzel. Erdélyben, Szászsebes mellett is kerültek elő olyan bélyeges téglák, amelyek joggal tulajdoníthatóak egy cohors I. Montanorumnak. Különböző cursus honorumokban is szerepel ilyen nevű csapat, egyszer pia constans melléknevekkel, ezek azonban szintén nem nyújtanak bővebb felvilágosítást.
Cohors I. Morinorum, egy 105. évi diploma már említi Britanniában; ott van az 5. század elején is.
Cohors I. Flavia Musulamiorum, Mauretania Caesarensisben említi egy 107-beli diploma és egy közelebbről meg nem határozható idejű sírfelirat.
Cohors Nemetum, Tacitus említi az 50. évi chattus hadjárattal kapcsolatban, többet nem tudunk róla.
Cohors I. Nerviana velox, Mauretania Caesarensis csapatai közt szerepel egy 107. évi diplomán. Nem lehetetlen, hogy azonos azzal, amelynek neve csak hiányosan maradt ránk a 145–161. évek közt kelt, s a daciai csapatokat felsoroló diplomán.
Cohors I. Nerviorum, az 1. században Britanniában volt, ahol feliratos emléke is maradt.
Cohors II. Nerviorum, a 98., 124. és 146. évi diplomákon szerepel Britanniában, több feliratos emléke és tesserája is maradt ott.
Cohors III. Nerviorum civium Romanorum, ugyancsak Britanniában említi a 124. évi diploma, s ott van az 5. század elején is. Egyéb feliratos emlékei is kerültek elő, ezek közül a keltezettek Caracalla korából valók.
Cohors VI. Nerviorum, szintén Britannia csapatai közt van a 124. és a 146. évi diplomákon, s ott állomásozik az 5. század elején is. Valószínűleg ezek azok a cohorsok, amelyeket Tacitus a 69. évi harcokkal kapcsolatban Germania Inferiorban cohortes Nerviorum néven említ.
Cohors I. Noricorum, az 1. század nyolcvanas éveiből való diplomák Pannoniában, a 167. évi Pannonia Inferiorban említi. Talán Caracalla korában is ott van, de az a feliratos emlék, ami ezt bizonyíthatná, hiányos.
Cohors I. Flavia Numidarum equitata, a 178. évben Lycia Pamphiliában állomásozott, mint az egy ez évi diplomából kitűnik. Mást nem tudunk róla.
Cohors II. Flavia Numidarum, Dacia Inferiorban állomásozott, a 129. évi diploma tanúsága szerint. Bélyeges téglái Marosportuson kerültek elő. Megtalálták tégláit Vármezőn is, amely viszont sosem volt Dacia Inferior része, valószínű tehát, hogy később helyezték ide.
Cohors IIII. (sic!) Numidarum, az 5. század elején szerepel Egyiptomban.
Cohors I. Nurritanorum, egy 107. évi diploma Mauretania Caesariensis csapatai közt említi, hasonlóképp két cursus honorumhoz.
Cohors I. P. P.'. egy Potaissában talált sírfeliraton szerepel, de nevét pontosan megállapítani nem sikerült. Magyarázták: Palmyrenorumnak, Palmyrenorum Philippianának, de mindez csak feltevés.
Cohors I. Ulpia Pannoniorum miliaria equitata, a 133. évtől a 154. évig több diploma említi Pannonia Superiorban, ahol talán alapítása óta állomásozott.
Cohors I. Pannoniorum, az előzőnél öregebb csapat, amely először Germaniában állomásozott, majd a 69. évi események kapcsán megfordult Itáliában is, ahonnan minden bizonnyal Britanniába ment. Volt egy másik ilyen nevű csapat is, amely egy 107. évi diplomán Mauretania Caesarensisben szerepelt, ahol egyébként egy Septimius Severus korából származó mérföldkövön is említik.
Cohors I. Augusta Pannoniorum, az 5. század elején Egyiptom csapataközt említik. Egy cohors I. Pannoniorum már 83-ban szerepelt ott, a kettő feltehetően ugyanaz.
Cohors I. Pannoniorum et Dalmatarum equitata civium Romanorum, egyetlen cursus honorum említi Traianus korában, más egyebet nem tudunk róla.
Cohors II. Pannoniorum, bizonytalan adatok szerint a 2. század első felében Britanniában állomásozott.
Cohors III. Pannoniorum, szintén Britanniában szerepel egy 2. századbeli, de pontosabban meg nem határozható korú diplomán. Egy bélyeges téglán, amely Pannonia Inferiorban került elő, szintén szerepel, s úgy tűnik, egy ideig itt állomásozott. Az 5. század elején Rhaetiában volt egy cohors III. Herculea Pannoniorum, amely lehet, hogy azonos ezzel.
Cohors IIII. (sic!) Pannoniorum, Apulumban talált téglabélyegek alapján lehet következtetni arra, hogy egy időben a daciai haderő része volt.
Cohors II. Ulpia Paphlagonum equitata, egyetlenegyszer szerepel egy névsorban, amely arról szól, hogy Traianus egyik hadjáratához mely csapatok szolgáltattak különítményeket.
Cohors III. Ulpia Paphlagonum equitata, ugyanott szerepel a neve, ahol az előzőé, azonkívül egy cursus honorum is említi, de többet nem tudunk róla.
Cohors I. Ulpia Petraeorum equitata, egy vexillatioja részt vett Traianus pártusok elleni hadjáratában.
Cohors II. Ulpia Petraeorum miliaria equitata, egyetlen cursus honorumban szerepel, még Traianus korában.
Cohors III. Ulpia Petraeorum miliaria equitata, az 5. század elején Armeniában említik, de biztos, hogy Traianus alapította. Feltehetőleg alapításának kezdetétől Kappadókiában állomásozott.
Cohors IIII. (sic!) Petraeorum, a 139. évben Palesztina csapatai közt említi egy diploma, az Ulpia melléknév nélkül.
Cohors V. Ulpia Petraeorum equitata, azok közt a csapatok közt szerepel, amelyek Traianus párthusok elleni háborújához különítményeket adtak.
Cohors V. Petraeorum, egy 139. évi diploma Palesztina csapatai közt sorolja fel, az Ulpia melléknév nélkül.
Cohors I. Rhaetorum, Rhaetia csapatai közt szerepel a 107. és 166. évi diplomákon. Az 5. század elején Herculea mellékneve van. Hadrianus korában egy ilyen nevű csapat volt Kappadókiában is, mégpedig equitata.
Cohors II. Rhaetorum civium Romanorum, valószínűleg már Germanicus germaniai seregének része, s ott van a 82., 90., 116. és 134. évi diplomák szerint is. Eleinte Wiesbaden, majd Saalburg volt a székhelye.
Cohors III. Rhaetorum, a 107. és 166. évi diplomák tanúsága szerint Rhaetiában állomásozott, egyebet nem tudunk róla.
Cohors IIII. (sic!) Rhaetorum equitata, Hadrianus korában Kappadókia csapatai közt említik, s ugyanott (Armeniában) van az 5. század elején is. Van egy ulyen csapat equitata jelző nélkül Moesia Superiorban is, ahol 93-ban említik, s úgy látszik, hogy a 2. század derekán részt vett a germaniai hadjáratokban.
Cohors V. Rhaetorum, egyetlenegyszer szerepel egy 2. század első feléből való cursus honorumban, amelyből a nevén kívül semmi mást nem tudunk meg.
Cohors VI. Rhaetorum, emlékei Germania Superiorban találhatóak bélyeges téglák formájában, Vindonissa környékén. Az 5. század elején Rhaetiában van egy cohors VI. Valeria Rhaetorum.
Cohors VII. Rhaetorum equitata, Germania Superiorban említik az 1–2. századbeli diplomák, de egyes emlékek 3. századbéli ottlétéről is tanúskodnak.
Cohors VIII. Rhaetorum civium Romanorum, az 1. század nyolcvanas éveiben Pannoniában, 110-ben daciában említik a diplomák. Ezután nyoma vész.
Cohors Rhaetorum et Vindelicorum, az 1. században említik Germania Superiorban.
Cohors I. Sagittartiorum, Germania Superiorban maradt néhány emléke, amelyek alapján azonban nem lehet ott-tartózkodásának pontos idejét megállapítani. Van egy ilyen nevű cohors miliaria Daciában is, ahol a 3. századból maradtak emlékei.
Cohors I. Aelia Sagittariorum miliaria equitata, a 2. század derekáról (148. és 149. évekből) származó diplomák említik Pannonia Superiorban. Egyéb ottani emlékei közül az egyik 230-ból való.
Cohors I. Ulpia Sagittariorum, egyike volt azoknak a csapatoknak, amelyek különítményt adtak Traianus párthusok elleni hadjáratához, tehát ebben az időben valahol keleten állomásozhatott. Az 5. század elején Egyiptomban volt egy hasonló nevű csapat, amely talán azonos ezzel.
Cohors III. Sagittariorum, két – egy 1. és egy 3. századbeli- cursus honorumban szerepel mindössze, így a nevén kívül mást nem tudunk róla.
Cohors I. Sardorum, magában Szardíniában maradt több emléke, amelyek minden valószínűség szerint a császárkor legelejéről, tehát az 1. század első feléből valóak. Ezután feltehetőleg egyesítették a cohors Corsorummal, s így keletkezett a cohors I. Gemina Sardorum et Corsorum, amelyet egy 88. évi diploma említ Szardínián.
Cohors II. Sardorum, a 208. évben Mauretania Caesarensis csapatai közt volt, de minden bizonnyal már száz évvel ezelőtt ott állomásozott.
Cohors scutata civium Romanorum, az 5. század elején említik Egyiptom csapatai közt, de minden bizonnyal már előbb is ott volt. Scutata mellékneve azért van, mert az auxilia pajzsa egyébként a clipeus.
Cohors I. Sebastenorum miliaria, a 139. évben szerepel Palesztina csapatai közt.
Cohors I. Sequanorum et Rauracorum equitata, a 2. század végén Gemania Superiorban állomásozott, de minden bizonnyal már régebben is ott volt.
Cohors Silau.nensium, egyetlenegyszer, hiányosan előforduló nevét nem tudjuk kiegészíteni, mivel egyébként semmilyen emléke sem maradt ránk.
Cohors I. Aelia Singularium, Mauretania Caesariensisben vannak emlékei. Nevéből következtetve Hadrianus alapította, emlékei közt van 3. századból való is.
Cohors I. Sugambrorum veterana, egy 99. évi diploma Moesia Inferiorban említi, de Tacitus egy helye alapján arra következtethetünk, hogy jóval ezt megelőzően is ott volt. Nem kizárható, hogy azonos azzal, amelyik Traianus párthusok elleni hadjáratához egy különítményt adott. Moesiában 99 után többé nem szerepel.
Cohors I. Claudia Sugambrorum, szintén Moesia Superiorban említi egy 134. évi diploma. Nem valószínű, hogy az előbbivel azonos.
Cohors IIII. (sic!) Sugambrorum, Mauretania Caesarensis csapatai közt említi egy 107-ből való katonai diploma. Maradt több feliratos emléke, amelyek közül az egyik 255-ből való.
Cohors I. Sunucorum, Britanniában említi egy 124. évi diploma, s ugyancsak ott szerepel 3. század eleji feliratos emlékeken is.
Cohors I. Syrorum, Maureataniában maradt emléke, amelynek korát azonban nem lehet megállapítani.
Cohors I. miliaria nova Surorum sagittariorum, Pannonia Inferior 3. századbéli csapatai közé tartozott, s több feliratos emléke maradt.
Cohors I. Thebaeorum equitata, az 1. században már utat épített Egyiptomban, s a század végi diplomákon is szerepel. Egyéb feliratos emlékeinek korát nem lehet megállapítani.
Cohors II. Thebaeorum, az 1. század végi diplomákon és egy ugyanilyen korú emlék feliratán szerepel, mint Egyiptomban állomásozó csapat.
Cohors I. Augusta Thracum equitata, egy ilyen nevű csapat szerepel Pannonia Inferiorban egy 167. évi diplomán, az 5. század elején viszont Arabiában találunk egy ilyen nevű csapatot. Utóbbi tartományban más emlékei is vannak a csapatnak, amiből arra következtethetünk, hogy már jóval előbb ott volt.
Cohors I. Thracum civium Romanorum Germanica equitata, az 1. század végéről és a 2. század elejéről való (67–116. évek közti) diplomák a Germania Superiorban állomásozó csapatok közt említik, ahol a téglabélyegek tanúsága szerint Benndorf volt a székhelye, a germaniai limes rajnai végénél. Részt vett a daciai hadjáratban és szerepel egy 110. évi daciai diplomán, alighanem ekkor nyerte a civium Romanorum jelzőt. Innen egy időre visszament Germaniába, de már 133-ban Pannonia Superiorban találjuk, ahol egészen 154-ig több diplomán is szerepel, majd a 167. évben már Pannonia Inferiorban állomásozik, ekkor először Germanica melléknévvel, megkülönböztetésül a már említett és ugyanott állomásozó hasonló nevű csapattól. A 3. században (237-ben) egy mérföldkő tanúsága szerint még Pannonia Inferiorban volt. Az 5. század elején Pannonia Secunda csapatai közt van.
Cohors I. Thracum miliaria, egy 139. évi diplomában szerepel először Palesztina csapatai közt, s az 5. század elején is keleten van, Arabiában.
Cohors I. Thracum sagittariorum, Daciában említik a 157. és 158. évi diplomák.
Cohors I. Thracum equitata, Pannonia Inferior egy másik, hasonló nevű csapata mellett szerepel a 145. és 160. évek közti diplomákon.
Cohors I. Thracum Syriaca equitata, egy 86. évi diploma szerint Judeában van egy ilyen nevű csapat, s ott van még Traianus korában is. A későbbi korból Moesia Superiorban már Syriaca melléknévvel fordul elő, ami azt bizonyítja, hogy azonos az előzővel.
Cohors I. Thracum, egy ilyen nevű, minden további magyarázó melléknév nélküli csapat szerepel az 1. században Germaniában, valamint a 2. században Britanniában, ahol Hadrianus korából és a század utolsó éveiből származó emlékei vannak.
Cohors II. Augusta Thracum, Pannonia Inferior csapatai közt említi egy 167. évi diploma, s talán a 145. és a 160. évek közti időből származó egyik megromlott helyén is ő szerepel.
Cohors II. Gemella Thracum equitata, Numidiában maradt feliratos emléke az 1. század elejéről.
Cohors II. Thracum Syriaca, egy cursus honorumon szerepel mindössze, úgy látszik, azonos azzal, amely egy 86. évi diploma szerint minden melléknév nélkül Judeában, a Syriaca helyett equitata melléknévvel az 5. században Egyiptomban van, ahová egyébként 167 előtt kellett kerülnie. Egyik lovasának diplomáját, amely 86-ban kelt, Dacia Superiorban találták, az illető tehát Traianus telepítésével került ide.
Cohors II. Thracum equitata, egy katonai diploma 103-ban említi Britanniában, s ott van még az 5. század elején is.
Cohors III. Thracum veterana, a 80. és 84. évi diplomák veterana melléknév nélkül Pannoniában, a 2. század első feléből való diplomák (a 107. évtől kezdve) pedig már e melléknévvel Rhaetiában említik, 166-ig bezárólag.
Cohors III. Thracum civium Romanorum, a rhaetiai diplomák az előzővel együtt említik. Szervezése -a fentiek figyelembe vételével- 84. és 107. közt lehetett, s a másik akkor kaphatta a veterana melléknevet.
Cohors III. Syriaca equitata, egy hiányosan ránk maradt síremlék felirata alapján tételezhetjük fel a csapat létezését, ám többet nem tudunk róla.
Cohors IIII. (sic!) Thracum equitata, cursus honorumokban többször szerepel, két síremlék alapján, amelyek az 1. századból valóak, fel kell tételeznünk, hogy akkor Germania Superiorban állomásozott.
Cohors IIII. (sic!) Thracum Syriaca, mindössze két, közelebbről meg nem határozható korú cursus honorumban szerepel.
Cohors VI. Thracum equitata, egy 1. századból való síremlék alapján Britanniában állomásozónak kell vennünk, ahová minden bizonnyal Germaniából ment. Pannoniában később, már 84-ben és 85-ben is említik diplomák. Traianus daciai hadjárata után kerülhetett az új tartományba, ahol talán Magyaregregy volt a táborhelye.
Cohors I. Treverorum equitata, a 3. század elején szerepel Germania Superiorban, ahol Zugmantelben volt a tábora.
Cohors I. Tungrorum miliaria, előbb Tacitusnál szerepel a 69. év eseményeiben, majd Agricola csapatai közt Britanniában. Utóbbi helyen a 103. és 124. évi diplomák is említik, valamint ott találjuk az 5. század elején is.
Cohors II. Tungrorum miliaria equitata civium Latinorum, sorsa a megegyezik az előzőével egészen a 3. századig, 241-ben történik az utolsó említés róla. Az egyetlen cohors, amely a civium Latinorum nevet viselte.
Cohors III. Breucorum, csak néhány cursus honorum révén ismeretes.
Cohors IIII. (sic!) Breucorum, a feliratos emlékek tanúsága szerint a 3. században Britanniában volt.
Cohors V. Breucorum, egy 80-ból való diploma Pannonia csapatai közt említi, de mivel később itt nem fordul elő, feliratai pedig Noricumban említik, innen oda ment, éspedig az 1. században.
Cohors VI. Breucorum, feltehetőleg Xantenben állomásozott, de semmi bizonyosat nem tudunk róla.
Cohors VII. Breucorum civium Romanorum equitata, a katonai diplomák szerint 85-ben Pannoniában, 167-ben Pannonia Inferiorban volt. 201-ből Mohács mellől került elő feliratos emléke. Pannonia többi részéből is sok emléke ismeretes, sok közülük a 3. század későbbi éveiből való.
Cohors VIII. Breucorum, mindössze két sírkő említi, amelyek alapján megállapítható, hogy Germania Inferior csapatai közé tartozott.
Cohors I. Britannica miliaria civium Romanorum, a 80., 84., 85., és 105-ből származó pannoniai diplomákon szerepel, részben a miliaria, részben a civium Romanorum jelzők elhagyásával. Egy diploma 110-ben már a daciai csapatok közt sorolja fel, ahová minden bizonnyal Traianus hadjáratai során került. Tábora Alsókosályban volt, a 2. század derekáig itt kimutatható.
Cohors II. Britannica vagy Britannorum miliaria equitata, bélyeges téglái ismeretesek Romlot és Alsóilosva környékéről. Ezt megelőzően valószínűleg Germania Inferiorban volt.
Cohors III. Britannorum, Rhaetiában említi egy 107. évi diploma, s azután több következő, ott állomásozott az 5. század elején is. Táborhelye Abusina (ma Eining) volt. Bélyeges téglái előkerültek Theilenhofenben is. A Nero halálát követő harcokban valószínűleg Észak-Itáliában is megfordult.
Cohors I. Brittonum miliaria, 85-ben Pannonia csapatai közt szerepel. Ilyen nevű és sorszámú equitata cohors emlékei maradtak fenn későbbről Dacia Malvensisben, az emlékek egyike 202-ből való. Egy másik fennmaradt emlék szintén Dacia Malvensisben egy ugyanilyen nevű, de Flavia melléknévvel ellátott csapatot említ. Van-e ennek köze a másikhoz, nem tudjuk.
Cohors I. Aelia Brittonum miliaria, minden bizonnyal Hadrianus alapította. Mindössze két felirat említi, amelyek egyike 238-ból való, s Noricumban találták.
Cohors I. Flavia Brittonum, előbb Dalmatiában, majd Noricumban állomásozhatott. Utóbbi helyen a 3. századból maradtak emlékei.
Cohors I. Ulpia Brittonum miliaria, Antoninus Pius alatt Dacia csapatai közt szerepel, minden bizonnyal Traianus alapította.
Cohors II. Nervia Pacensis miliaria Brittonum, egyetlenegyszer fordul elő 114-ben, Pannonia Inferior csapatai közt.
Cohors II. Flavia Brittonum equitata, legelőször 99-ben szerepel Moesia Inferior csapatai közt, s e tartományban van 230-ban is.
Cohors II. Brittonum, minden melléknév nélkül szerepel egy 107-ben kiadott diplomán Mauretania Caesariensis csapatai közt.
Cohors III. Brittonum veteranorum equitata, egyetlenegyszer szerepel egy cursus honorumban.
Cohors III. Brittonum, bélyeges téglái előfordulnak Traianus Duna-hídjának oszlopaiban, tehát ekkor Moesia Superiorban kellett lennie. Nem lehetetlen, hogy azonos az előzővel.
Cohors VI. Brittonum, két cursus honorum említi mindössze, s nevénél többet nem is tudunk róla.
Cohors I. Callaecorum, a 2. század derekán Hispania Tarraconensis csapatai közt volt.
Cohors V. Gallaecorum Lucensium equitata, nevének több változata is előfordul (Lucensium et Gallaecorum, vagy egyszerűen: Lucensium), de lényegileg az összes rá vonatkozó emlékek így írják. Már 60-ban említi egy diploma Illíriában, 84., 85.-ben Pannoniában, a 2. században több diploma Pannonia Superiorban említi. A 3. század elején is itt volt Crumerumban.
Cohors Campana, Dalmatiában állomásozott, s talán azonos azzal, amelynek teljes neve cohors I. Campana Voluntaria civium Romanorum, s amely később Pannonia Inferiorban van, ahol 212-ből van keltezett emléke.
Cohors III. Campestris, 110-ben Daciában van, később Drobetae hídját őrizte.
Cohors VII. Campestris, feltehetőleg ez a neve annak a több, hiányosan fennmaradt emléken szereplő csapatnak, amely 138-ban és a 3. században Damaszkusz és Palmyra közt állomásozott Hatne táborában.
Cohors I. Flavia Canathenorum miliaria, Rhaetiában állomásozott, a 2. századból maradt ott emléke.
Cohors Caninefatlum, Tacitus említi a 69. év eseményeinek leírásában. Úgy látszik, több ilyen nevű cohors is volt, de Vespasianus valamennyit feloszlatta, legalábbis ezután semmi nyomuk sincs.
Cohors II. Cantabrorum, egy 86-ból való katonai diploma Judea seregében említi, más emléke nincs.
Cohors Carietum et Veniaesum, egyetlenegyszer szerepel a kora császárkorban, egy brixiai titulus honorariuson, egyebet nem tudunk róla.
Cohors I. Tyrorum sagittariorum, egy 99. évi diploma tanúsága szerint Moesia Inferiorban állomásozott, cursus honorumokon többször is előfordul a neve.
Cohors Tungrorum és cohortes Ubiorum, Tacitusnál szerepelnek mint a bataviai lázadásnál az ellenséghez átpártoló csapatok. A már említett hasonnevűekhez semmi közük, mivel ettől fogva természetesen írásos emlékeken nemn szerepelnek.
Cohors I. Ubiorum, egy 99. évi diploma Moesia Inferior csapatai közt említi, Traianus daciai hadjárata alatt kerülhetett Daciába, ahol több helyen maradt emléke.
Cohors II: Ulpia equitata civium Romanorum, először azok közt acsapatok között szerepel, amelyek Traianus párthusok elleni hadjáratához különítményeket adtak. Másodszor egy 159. évi papirusz említi Egyiptomban állomásozó csapatként.
Cohors Usiporum, Tacitus említi, s igen rövid életű volt, mivel mindjárt sorozása után fellázadt, s a hajókon, amivel Britanniába akarták szállítani, megszökött.
Cohors I. Vangionum equitata, részt vett az 50. évi chattus-háborúban, majd Britanniába helyezték, ahol egy 103. évi diploma említi először, majd egy 124. évi. A 2. és a 3. századból is sok feliratos emlék hirdeti ittartózkodását.
Cohors II. Varcianorum equitata, Germania Inferiorban állomásozott, ahol több, közelebbről meg nem határozható korú emléke van. Neve több cursus honorumban is előfordul.
Cohors I. Fida Vardullorum civium Romanorum equitata miliaria, a britanniai diplomák a 98., 105., 124. és 146. években említik az ottani csapatok közt. Egyéb emléke is nagy számban maradt ránk, több a 3. századból. Nem lehetetlen, hogy Britannia előtt Germania Inferiorban állomásozott.
Cohors II. Hispana Vasconum civium Romanorum equitata, egyike azon cohorsoknak, amelyeket Tacitus tudósítása szerint Galba 68-ban sorozott a népből, de amelyek közül csak ennek maradt feliratos emléke. Már a szervezését követő évben Germaniában harcolt a lázadókkal, s itt kapta a civium Romanorum megtisztelő nevet. Még ebben a században Britanniába került, ahol egy 105. évi diploma említi.További sorsa ismeretlen.
Cohors I. Vindelicorum miliaria, Dacia Superior csapatai közt van egy 157. évi diplomán. Szerepel egy veceli kövön is, valamint több e környéki téglabélyegen, amelyeket sokáig a cohors I. Ubiorumnak tulajdonítottak. A cohors részt vett Hadrianus zsidók elleni hadjáratában is.
Cohors IIII. (sic!) Vindelicorum, a 74. és 134. közti diplomákon Germania Superior csapatai közt szerepel. Bélyeges téglái a tartomány területén a Majnától a Rajnáig terjedő limes-vonalon kerültek elő.
Cohors I. Campestris Voluntaria civium Romanorum, névváltozat: Cohors I. Campestris Voluntariorum civium Romanorum. Nem lehetetlen, hogy azonos a korábban már említett Campana nevű cohorssal, amely előbb Dalmatiában, majd a 2. – 3. században Pannoniában állomásozott.
Cohors IIII. (sic!) Voluntariorum civium Romanorum, a 148. és 149. évi diplomák Pannonia Superiorban említik.
Cohors VIII. Voluntariorum, az időszámításunk utáni első három században Dalmatiában volt, ahol először egy 93. évi diploma, utoljára egy 245-ből való kő említi, de a közbeeső időből is sok emléke maradt. Az 5. század elején Arabiában szerepel egy ilyen nevű csapat, amelyik minden bizonnyal azonos ezzel.
Cohors XV. Voluntariorum, Septimius Severus korában (196–198-ban) szerepel először Germania Inferiorban, de bizonyára már ezt megelőzően is ott állomásozott. Neve több cursus honorumban is előfordul.
Cohors XVIII. Voluntariorum civium Romanorum, a 138–154 közötti diplomák említik Pannonia Inferior csapatai között.
Cohors XVIIII. (sic!) Voluntariorum, talán Britanniában állomásozott, de az egyetlen feliratos emlék, amely ezt igazolná, töredékes.
Cohors XXI. Voluntariorum, nem egészen biztos magyarázással veszik fel Germania Superior csapatai kötzé téglabélyegek alapján, amelyekről a Voluntariorum hiányzik.
Cohors XXIII. Voluntariorum, a voluntariorum nélkül, Savariában talált téglabélyegek alapján veszik fel.
Cohors XXIIII. (sic!) Voluntariorum civium Romanorum, Germania Superiorban maradtak feliratos emlékei, bélyeges téglái Neuenheimben és Landenburgban kerültek elő, a 3. századból pedig Murrhardtban. Utóbbi helyen feliratos köveit is megtalálták.
Cohors XXV. Voluntariorum civium Romanorum, mindössze kétszer említik, egyszer Germaniában és egyszer Hispaniában.
Cohors XXVI. Voluntariorum civium Romanorum, Germania Superiorban maradtak emlékei annak déli részében, az 1. századból.
Cohors XXX. Voluntariorum, egyetlen cursus honorum említi, mint Germania Superiorban állomásozó csapatot.
Cohors XXXII. Voluntariorum civium Romanorum, szintén Germania Superiorban állomásozott, Heddernheimben, ahol bélyeges téglái is fennmaradtak egyéb feliratos emlékek mellett. Feltehetőleg egy ideig Pannonia Superiorban is tartózkodott, ahol Siscia környékén kerülnek elő emlékei.